# Somileptus gongota
Somileptus gongota és una espècie de peix de la família dels cobítids i de l'ordre dels cipriniformes.

## Morfologia
- Els mascles poden assolir 13 cm de llargària total.[3][4]

## Hàbitat
Viu en zones de clima tropical entre 18 °C - 22 °C de temperatura.

## Distribució geogràfica
Es troba a l'Índia, Bangladesh i el Nepal.